# Glenoleon minutillus
Glenoleon minutillus is een insect uit de familie van de mierenleeuwen (Myrmeleontidae), die tot de orde netvleugeligen (Neuroptera) behoort. 
Glenoleon minutillus is voor het eerst wetenschappelijk beschreven door New in 1985.